# Ricardo Busquets
Ricardo J. Busquets Healey es un nadador puertorriqueño de estilo libre, retirado de la actividad competitiva. Busquets ha sido el único nadador puertorriqueño en ganar una medalla de un campeonato mundial de natación, tanto en piscina corta como olímpica. Participó en cuatro Juegos Olímpicos consecutivos, a partir de Barcelona 1992. Busquets ha sido múltiple medallista de los Juegos Centroamericanos y del Caribe, acumulando un total de 24 medallas, siendo el puertorriqueño con más medallas en estos juegos y el segundo a nivel general. Se retiró tras su participación en los Centroamericanos y del Caribe de Cartagena en 2006, donde logró ganar cuatro medallas de bronce. 
El 9 de octubre de 2011, Busquets fue reconocido como miembro del Pabellón de la Fama del Deporte Puertorriqueño, en ceremonia celebrada en el Hotel Mayagüez Resort & Casino.
Actualmente reside en California, donde ejerce como Ortodoncista en sus clínicas de Danville y Fairfield.